# Hexuma
Hexuma ist ein Textadventure mit Grafiken des deutschen Entwicklungsstudios Weltenschmiede, das 1992 von Software 2000 für den Commodore Amiga und DOS-PCs veröffentlicht wurde.

## Handlung
Der Spieler übernimmt die Rolle eines Angestellten eines Maklerbüros, der in einem englischen Hochmoor ein altes, dem Hörensagen nach verfluchtes Haus inspizieren soll. Das Haus war an einem Ort erbaut worden, an dem im 15. Jahrhundert eine verfluchte Ritterburg stand, und trieb mehrere seiner Bewohner in den Wahnsinn. In den 1920er-Jahren bewohnte und untersuchte ein Wissenschaftler, Owen Jugger, das Haus, verschwand aber nach einiger Zeit spurlos. Während der Spieler im Heute (1992) das Haus in Augenschein nimmt, wird ihm ein Paket zugestellt, das an Jugger adressiert ist, also 65 Jahre unterwegs war. Es enthält Juggers Tagebuch, das dessen Forschungen über den seit Ewigkeiten schlafenden, grundbösen Gott Kal erwähnt. Da gemäß dem Tagebuch Kal zu erwachen und auf die Erde zurückzukehren droht, entschließt sich der Spieler, Juggers Arbeit fortzusetzen. Das Haus entpuppt sich als Tor zu unterschiedlichen Zeitaltern der Menschheitsgeschichte. Der Spieler muss fünf Zeitalter besuchen und fünf Kristallsplitter bergen, um schließlich Kal besiegen zu können.

## Spielprinzip und Technik
Hexuma ist ein Textadventure, das heißt, Umgebung und Geschehnisse werden als Bildschirmtext ausgegeben und die Visualisierung obliegt zum größten Teil der Fantasie des Spielers. Im Gegensatz zu klassischen Textadventures, die über keinerlei grafische Ausschmückung verfügen, wartet Hexuma mit einem Bild der jeweiligen Umgebung sowie einem Point-and-Click-Interface auf, mit dem sich einfache Kommandos mit der Maus erstellen lassen. Für komplexe Kommandos muss aber auf Texteingaben zurückgegriffen werden, die von einem Parser verarbeitet werden. Einige der Standbilder sind anklickbar und enthüllen Detailansichten, die zusätzliche Informationen bereitstellen. Hexuma enthält, für ein Textadventure ungewöhnlich, Musik: Die einzelnen Zeitalter sind jeweils mit einem Musikstück von Chris Hülsbeck unterlegt.

## Produktionsnotizen
Hexuma ist das letzte Spiel in einer Trilogie von Textadventures des Herstellers Weltenschmiede; Das Stundenglas erschien 1990 und Die Kathedrale 1992. Alle drei Adventures behandeln die Themen Zeitreisen bzw. Mehrdimensionalität. Hexuma ist eines von acht Spielen, die der Publisher Software 2000 als „Artventure“ betitelte, wodurch auf eine hohe Qualität der so bezeichneten Adventures hingewiesen werden sollte. Der Spielverpackung von Hexuma lagen sogenannte „Feelies“ bei, zum Spielgeschehen passende Gegenstände wie fiktive Dokumente oder Gimmicks, die oft einen tieferen Einblick in die Spielwelt erlauben. Im Falle von Hexuma waren dies eine nachgebildete Kristallscherbe, ein Tagebuch mit für die Spiellösung essenziellen Informationen, ein maschinengeschriebener Brief und ein Poster.
Die vierte Zeitsprung führt in eine tropische Inselwelt, die bereits in einem anderen Werk Evers’ vorkam: Karte und Raumbeschreibungen werden im Handbuch zum Vorgänger Die Kathedrale als Beispielräumlichkeiten genutzt, um die Funktionsweise des Spiels zu erläutern. Das Handbuch zu Hexuma enthält zur Erläuterung der Spielabläufe seinerseits ein Szenario aus der Höhlenweltsaga, das laut Handbuch Bestandteil eines weiteren Textadventures von Weltenschmiede namens Hexuma 2 – Dämmerung auf der Höhlenwelt sein sollte, das jedoch nie realisiert wurde und stattdessen inhaltlich im Grafikadventure Die Höhlenweltsaga verarbeitet wurde.
Autor Harald Evers war primär als Romanautor tätig; sein bekanntestes Werk ist der Fantasy-Romanzyklus Die Höhlenweltsaga. Die Titelmusik zu Hexuma und die während des Spiels ablaufenden Musikstücke wurden von Chris Hülsbeck komponiert. Programmierer Andreas Niedermeier blieb nach dem Aus von Weltenschmiede in der Branche und war für heart-line Software unter anderem für Entwicklung und Programmierung von Kurt: Der Fussballmanager verantwortlich.

## Rezeption
Das deutsche Magazin Amiga Joker lobte, das Interface sei gegenüber dem Vorgänger Die Kathedrale konsequent weiterentwickelt worden, außerdem wurde die Grafik der DOS-Version positiv hervorgehoben. Das Magazin zog Parallelen zu den Adventures von Magnetic Scrolls. Auch die Power Play stellte eine positive Entwicklung gegenüber den beiden Vorgängeradventures fest und wertete, Autor Evers sei auf dem Weg zum „Guru des deutschen Textadventures“. Das Magazin lobte die Spielstory, die Einflüsse von Edgar Allan Poe und H.P. Lovecraft aufweise, primär aber durch Evers’ eigenen Stil geprägt sei. In technischer Hinsicht stellte die Power Play die Automapping-Funktion des Spiels heraus. Die ASM lobte Parser, Grafik und Bedienkomfort und zeichnete es mit dem Prädikat „ASM-Hit“ aus. Das Magazin kritisierte aber die Musik, bezeichnete die Story als unoriginell und wies darauf hin, dass Spielprinzip von Textadventures zum Erscheinungszeitpunkt veraltet gewesen sei.
Bei der Wahl zum Spiel des Jahres 1992 der Zeitschrift Amiga Joker wurde Hexuma zum drittbesten Adventure gewählt.